# Alfredo Malerba
Alfredo Malerba (Rosario, Santa Fe, 24 de septiembre de 1909 - Ciudad de México, 9 de enero de 1994) fue un legendario músico, productor y guionista argentino con una extensa carrera artística.

## Carrera
Gran personalidad en la historia del tango del siglo XX, Alfredo Malerba, se hizo notable en mucha de sus partituras entre ellas los tangos Besos brujos, Te lloran mis ojos,; Canción de cuna, Cuando el amor muere, Un amor, Cosas del amor y Vendrás alguna vez como así también la milonga negra Ropa blanca.
Ostentando el linaje de la Escuela Decariana (pero de Francisco) que acuñó una corriente pianística en la tanguística superior. Fue un gran pianista, desde chico comenzó a trabajar con un conjunto formado con sus hermanos el bandoneón a cargo de Ricardo Malerba, en el piano él y en el violín Carlos Malerba.
En 1927 actuó como pianista del Conjunto de Rafael Rossi, tocando en el cine "Select Supaicha" y en el cabaret "Folios Berger".
En 1928, junto a sus hermanos integró la orquesta que formó Cátulo Castillo para ir a Europa, específicamente España, acompañado de los músicos Miguel Caló, Alberto Cima, Pablo Flores y Roberto Maia donde permanecen durante un largo período, actuando en numerosas ciudades. También graban varios discos para el sello Odeón. Debutan en el Teatro Empire y en el cabaret Excelsior ambos ubicados en la rambla de Barcelona. Culminan la gira en 1930, aunque los hermanos Malerba deciden quedarse en Europa actuando en Portugal hasta la muerte de su hermano Carlos. Cuando Maia decide ir a cantar a París, Alfredo Malerba alcanza por derecho adquirido, el puesto de pianista conductor en la orquesta de Juan De Ambroggio ("Bachicha").
Ya en la década del '30 dirigía su propia orquesta en la que se lució en numerosas películas y obras argentinas con temas como Como el pajarito, Mi taza de café (con letra de Homero Manzi), Lonjazos, Riendo, Ya estamos iguales, Nunca tuvo novio, entre otros.
Al regresar a Buenos Aires en 1935 forma un trío de músicos junto con Antonio Rodio y Daniel Héctor Álvarez (al poco tiempo reemplazado por Héctor María Artola) acompañando a Libertad Lamarque en sus giras.
En teatro hizo un espectáculo junto con Lamarque, el galán Lalo Maura y el maestro de ceremonia Juan José Piñeyro.
En radio también actuó en las emisoras Splendid, Belgrano y Continente. En 1934 acompaña en su debut como cantor solista a Francisco Fiorentino por LR3 Radio Nacional, acompañado por el bandoneonista Enrique Rodríguez y Cherbo en el violín.  Debió exiliarse en México.

## Filmografía
- 1936: Ayúdame a vivir, donde estrena el tango canción titulado Tu Cariño.
- 1937: La ley que olvidaron, donde puso música a la letra de Es mía de Atilio Supparo.[7]
- 1937: Besos brujos
- 1938: Madreselva, donde compone Muñecos junto Luis César Amadori.
- 1938: Puerta cerrada
- 1939: La vida de Carlos Gardel, donde se lo puede ver en el film.
- 1939: Caminito de gloria
- 1940: Cita en la frontera
- 1941: Una vez en la vida
- 1970: Rosas blancas para mi hermana negra
- 1972: La sonrisa de mamá, donde se desempeñó como productor.
- 1978: La mamá de la novia[8]

## Vida privada
Fue el segundo esposo y representante de la "Novia de América", Libertad Lamarque, desde el 24 de diciembre de 1945, con quien trabajó en varios de sus proyectos. Vivió muchos años con él, sin poder casarse debido a que no concluía el trámite de divorcio con Emilio Romero que se realizaba en Uruguay. Su exmarido falleció antes de que concluyera, lo que le permitió casarse con Alfredo. Ambos vivieron un tiempo en La Casa Latinoamericana donde se hicieron muy amigos de la actriz cómica Niní Marshall. Luego de más de 30 años de matrimonio con Lamarque, fallece de una larga enfermedad el 9 de enero de 1994.